# Кучан
Куча́н (перс. قوچان‎) — город на северо-востоке Ирана, в провинции Хорасан-Резави. Административный центр одноимённого шахрестана.

## География
Город находится в северной части остана, на относительно равнинной местности, к северу от хребта Шах-Джехан и к западу от хребта Хезармесджед. Абсолютная высота — 1 317 метров над уровнем моря.
Кучан расположен на расстоянии приблизительно 120 километров к северо-западу от Мешхеда, административного центра провинции и на расстоянии 640 километров к востоку-северо-востоку (ENE) от Тегерана, столицы страны.

## Население
По данным переписи, на 2006 год население составляло 96 953 человек.
| 1986   | 1991   | 1996   | 2006   | 2012    |
| ------ | ------ | ------ | ------ | ------- |
| 66 531 | 74 919 | 85 750 | 96 953 | 102 932 |

## История
Город находится в сейсмоопасной зоне и за свою историю неоднократно страдал от сильных землетрясений. Одно из наиболее разрушительных случилось 17 ноября 1893 года. 
Землетрясение произошло в 7 часов утра с магнитудой 7,1 по шкале Рихтера. Его очаг находился на глубине около 16 - 20 километров от поверхности земли, а сотрясения почвы в эпицентре достигали IX баллов по шкале MSK-64. На северо-востоке от Кучана в горах произошли массовые обрушения лёссовых толщ, наблюдалось множество трещин и разрывов. По разным оценкам число погибших составило от пяти до восемнадцати тысяч человек. Последняя цифра приведена местными властями, поскольку ранее не учитывалось количество погибших в отдаленных от Кучана аулах. Погибло также огромное количество скота - до тридцати тысяч голов.